# Шепелев, Александр Иванович
Александр Иванович Шепелев (1797 — 3 декабря 1872) — русский военный деятель, генерал от инфантерии (1861) из рода Шепелевых.

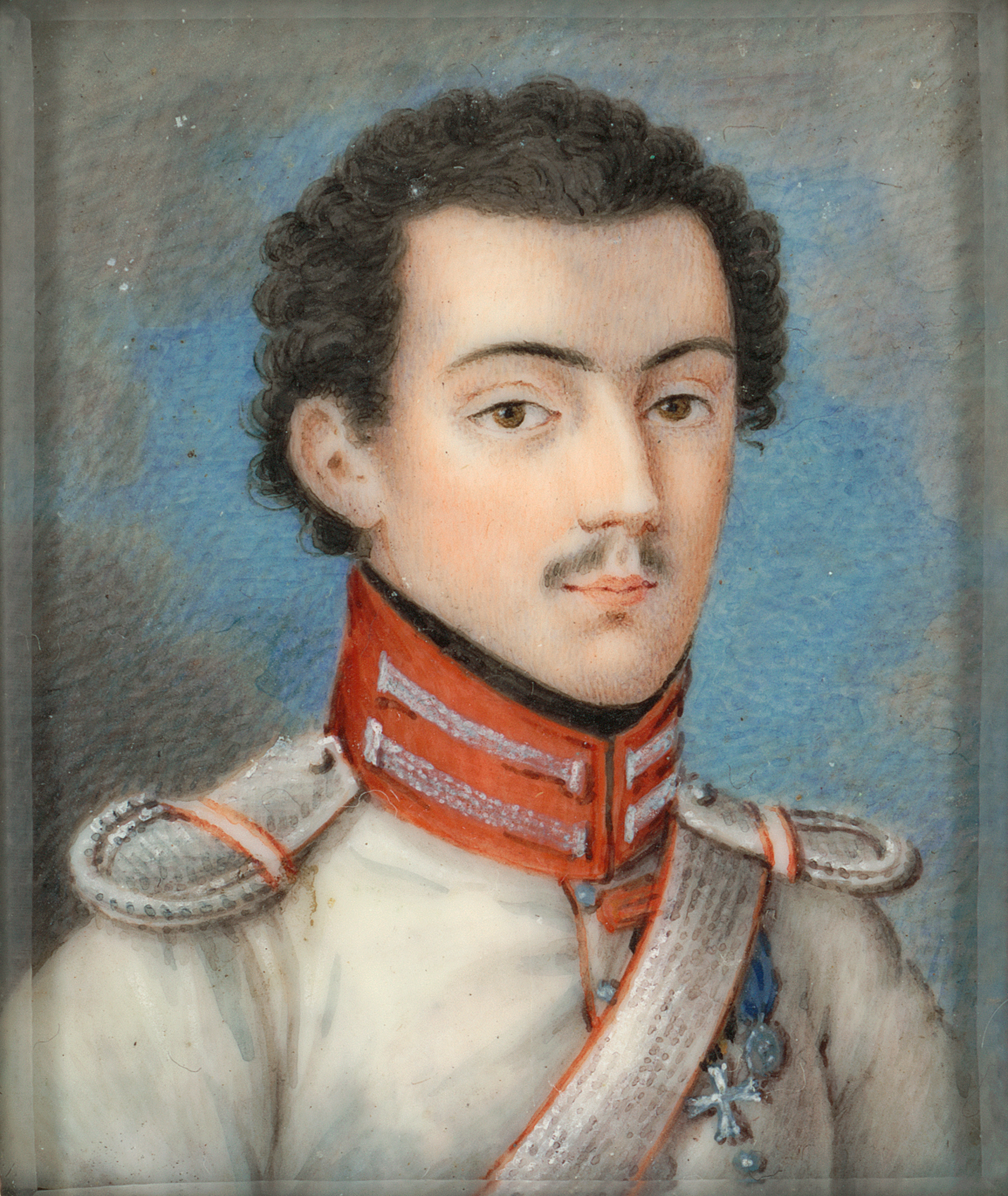
А. И. Шепелев в 1814 году

## Биография
Уроженец Воронежской губернии. Службу начал в 1814 году в Курском пехотном полку, принимал участие в заграничном походе русской армии. Продолжил службу в лейб-гвардии Павловском и Финляндских полках. С 1816 года прапорщик. В составе Московского пехотного полка участвовал в русско-турецкой войне (1828—1829) и производен в капитаны. С 1830 года участник Польской компании, в 1831 году за отвагу в этой компании был награждён Золотой георгиевской шпагой «За храбрость».
В 1841 году произведён в генерал-майоры, с назначением командиром  1-й бригады 2-й пехотной дивизии.  В 1850 году награждён орденом Святой Анны I степени с Императорской короной, а в 1855 году за храбрость в Крымской войне был пожалован мечами к этому ордену. С 1854 года — начальник 4-й пехотной дивизии. В 1855 году произведён в генерал-лейтенанты. Участник Обороны Севастополя, в сражении на реке Черной 4 августа 1855 года командовал пехотой резерва.
11 декабря 1840 года за выслугу XXV лет в офицерских чинах был награждён орденом Святого Георгия IV степени. Был награждён всеми российскими орденами, вплоть до ордена Святого Владимира II степени с мечами над орденом пожалованного ему в 1858 году. В 1861 году произведён в генералы от инфантерии с увольнением в отставку. Скончался в декабре 1872 года и  был похоронен на Спасо-Преображенском кладбище в Погаре.

## Семья
С 1840 года был женат на Анне Александровне Лятковской (04.11.1818—1909), дочери черниговского дворянина подполковника Александра Яковлевича Лятковского, участника войны 1812 года. Их дети: Александр (1840—1887; генерал-майор, военный историк); Николай (1842— после 1905; генерал-лейтенант);  Екатерина (1843); Иван (1844) и Леонид (1847).